# Pseudicius szechuanensis
Pseudicius szechuanensis är en spindelart som beskrevs av Dmitri Viktorovich Logunov 1995. Pseudicius szechuanensis ingår i släktet Pseudicius och familjen hoppspindlar. Inga underarter finns listade i Catalogue of Life.